# Pluralismo (filosofia)
Pluralismo é uma expressão usada em filosofia, que significa "doutrina da multiplicidade", geralmente usada em oposição ao monismo ("doutrina da unidade") e do dualismo ("doutrina da dualidade"). O termo tem diferentes significados na metafísica, ontologia e epistemologia.
Em metafísica, o pluralismo é a doutrina que afirma existirem muitas substâncias diferentes, na natureza que constitui a realidade.
Em ontologia, pluralismo se refere a diferentes tipos ou modos de ser. Por exemplo, um tópico de pluralismo ontológico é a comparação entre os modos de existência das coisas, como "humanos" e "carros", com coisas como "números" e alguns outros conceitos usados na ciência.
Em epistemologia, o pluralismo é a posição de que não existe apenas uma forma consistente de abordar verdades sobre o mundo, e sim muitas. Isso às vezes é associado com o pragmatismo, ou o relativismo conceitual, contextual ou cultural. Na filosofia da ciência, isso pode se referir à aceitação de paradigmas científicos coexistentes que embora descrevam precisamente seus domínios relevantes, são, contudo, incomensuráveis.